# Phân họ Trĩ
Phân họ Trĩ hay Phasianinae (Horsfield, 1821) là một phân họ của họ Trĩ (Phasianidae) trong bộ Gà Galliformes. Phân họ này chứa gần 60 loài chim gồm Trĩ, Công, Gà lôi, Gà tiền, Gà rừng (chưa kể các phụ loài) phân bố ở Cựu Thế giới, trong đó có các loài trong chi Trĩ (Phasianus) bao gồm các loài chim Trĩ thực thụ.

## Phân loại
- Chi Ithaginis: Trĩ huyết
- Chi Tragopan (5 loài)
- Chi Pucrasia (1 loài)
- Chi Lophophorus (3 loài)
- Chi Gallus: Chi gà (gồm gà rừng và gà nhà) (4 loài)
- Chi Lophura: Gà lôi (9 loài)
- Chi Crossoptilon (4 loài)
- Chi Catreus (1 loài)
- Chi Syrmaticus (5 loài)
- Chi Phasianus: Chi Trĩ (2 loài)
- Chi Chrysolophus (2 loài)
- Chi Polyplectron: Chi Gà tiền (8 loài)
- Chi Rheinardia: Trĩ sao (2 loài)
- Chi Argusianus: Trĩ sao lớn
- Chi Pavo: Chi Công (2 loài)
- Chi Afropavo: Công Congo